# Instituto de Ciencias de la Educación
El Instituto de Ciencias de la Educación (ICE) es un organismo universitario creado por la Ley General de Educación y Financiamiento de la Reforma Educativa [14/1970, de 4 de agosto] para implicar a las distintas universidades españolas en la fundamentación y dinamización de la Reforma Educativa. De forma especial, se le dio el encargo de la «formación docente de los universitarios que se incorporen a la enseñanza en todos los niveles, del perfeccionamiento del profesorado en ejercicio y de aquellos que ocupen cargos directivos, así como de realizar y promover investigaciones educativas y prestar servicios de asesoramiento técnico a la propia Universidad a que pertenezcan y a otros Centros del sistema educativo».

## Creación de los ICE
En el tardofranquismo, a través del Libro Blanco, José Luis Villar Palasí, ministro de Educación Nacional desde 1969, dotó a las distintas universidades españolas de competencia para formar parte de la Reforma, como fue supervisar la formación docente inicial y permanente del profesorado de Preescolar y de Enseñanza General Básica (primaria), y de impartir la formación docente inicial (Certificado de Aptitud Pedagógica —CAP—) del profesorado de Formación Profesional, Bachillerato, Escuelas Universitarias y Universidad, junto con la innovación, investigación y evaluación educativa de todos los niveles educativos. 
Mientras que, a nivel estatal, fue creado el CENIDE (Centro Nacional de Investigación para el Desarrollo de la Educación), posteriormente INCIE (Instituto Nacional de Ciencias de la Educación) para la coordinación de los ICE, sin que estos perdieran su autonomía. A su vez, contaba con funciones propias de investigación educativa y de perfeccionamiento del profesorado a nivel estatal. Todo ello fue una experiencia propiciada por la Unesco en 1970.
El papel y funciones de los ICE fueron variando con los cambios políticos tras la caída del régimen franquista, la retirada de dotaciones económicas y las modificaciones legislativas (aparición, por ejemplo, de una nueva ley de educación: LOGSE), haciendo que cada universidad reconfigurara su propio ICE, incluso, en algunas universidades, desapareciera.

## Justificación de la Reforma y de los ICE
Son varios los sociólogos e historiadores que apuntan como crítica la situación que atravesaba la España de 1970 (véase Historia de la educación en España), considerando el proceso que tomaba el régimen de Franco y la evolución del país a nivel social, político y educativo, y que señalan la necesidad de una ley que dotara al país de un sistema educativo más justo, más eficaz y más en consonancia con las necesidades del momento. El Libro Blanco, previo a la Reforma, y más concretamente la propia introducción de la Ley General de Educación (LGE) remarcaba la necesidad social y educativa de una nueva ley para «proporcionar oportunidades educativas a la totalidad de la población», así como «atender a la preparación especializada del gran número y diversidad de profesionales que requiere la sociedad moderna». 
En este sentido, el texto introductorio de la nueva ley justifica su implantación en motivos como «el progreso científico y técnico, la necesidad de capacitar al individuo para afrontar con eficacia las nuevas situaciones que le deparará el ritmo acelerado del mundo contemporáneo y la urgencia de contribuir a la edificación de una sociedad más justa». Para comprender este cambio, el texto de la nueva Ley lo contrasta con el esquema de la más que centenaria Ley Moyano (1857), trazada en una época que reflejaba: «Un estilo clasista, opuesto a la aspiración hoy generalizada de democratizar la enseñanza. Se trataba de atender a las necesidades de una sociedad diferente de la actual: una España de quince millones de habitantes con el setenta y cinco por ciento de analfabetos, dos millones y medio de jornaleros del campo y doscientos sesenta mil "pobres de solemnidad", con una estructura socioeconómica preindustrial en la que apenas apuntaban algunos intentos aislados de industrialización. Era un sistema educativo para una sociedad estática».
Aclaradas las condiciones, el texto concluye así:

El convencimiento de la necesidad de una reforma integral de nuestro sistema educativo ha ganado el ánimo del pueblo español. Esta Ley viene precedida como pocas del clamoroso deseo popular de dotar a nuestro país de un sistema educativo más justo, más eficaz, más acorde con las aspiraciones y con el ritmo dinámico y creador de la España actual.

El texto de la Ley hace un análisis comparativo con el lejano pasado, pero, lógicamente, no incide en la situación sociopolítica del momento, tal como Manuel Garrido Palacios, la presenta: 

España estaba cambiando, ya había cambiado sin posibilidad de retorno cuando se empezó a aplicar la Ley General de Educación. Las nuevas promociones de maestros ya no habían vivido la guerra y la situación económica empezaba a ser diferente. El despegue económico de los años sesenta tendría su repercusión inmediata en la consolidación de una clase media que no estaba dispuesta a admitir los preceptos ideológicos del pasado. Años antes de la muerte de Franco ya se palpaban los aires democráticos que culminarían con los Pactos de la Moncloa y que desembocarían en el cambio de sistema político y en la promulgación de la Constitución de 1978, vigente hasta hoy.
Manuel Garrido Palacios

Todo esto justifica que, en 1969, se elaborara el Libro Blanco, previo a la Reforma Educativa de 1970. «Este Libro suponía someter a crítica la estructura educativa existente; esta fórmula de trabajo era inédita en nuestra historia», según Vega Gil, profesor de la Universidad de Salamanca. Para quien, la Ley y, en concreto, el Libro Blanco, estaban influidos por estas circunstancias, incluyendo las revueltas estudiantiles universitarias:

El desarrollismo, tecnicismo, crecimiento demográfico y, en el marco de la vida universitaria, por lo que se ha dado en llamar el 'problema universitario' (agitación estudiantil, insatisfacción del profesorado, expulsiones de profesores de la Universidad en algunos casos y el desarrollo de instrumentos de comunicación y discusión de carácter clandestino). No obstante, Villar Palasí llegará a reconocer que el problema universitario era producto de los grandes defectos del sistema educativo español surgido a raíz del conflicto vivido entre 1936 y 1939. Se impone la convicción de que el sistema educacional debía ser sustancialmente reformado y reconsiderado en su totalidad […].
Leoncio Vega Gil

La situación universitaria era lo más llamativo, pero, además había un clima crítico general:

En el marco internacional no podemos olvidar las repercusiones de los movimientos estudiantiles del Mayo del 68 en París en defensa de la educación pública y una mayor participación de la sociedad en las actividades educativas. [....]
La crítica al sistema educativo se puede resumir en los siguientes datos: de cada 100 alumnos que iniciaron la enseñanza primaria en 1951, llegaron a ingresar 27 en enseñanza media; aprobaron la reválida en bachillerato elemental 18, y 10 en el bachillerato superior; aprobaron el preuniversitario 5 y culminaron estudios universitarios 3 alumnos en 1967, según se especifica en el propio libro blanco. [...]
De inmediato se tomarían algunas decisiones: creación de tres universidades (Madrid, Barcelona y Bilbao), según un principio de autonomía funcional y financiera, a su vez, se crean los ICE vinculados a las universidades etc.
Leoncio Vega Gil

### Sentido de la reforma educativa y del ICE
La Ley General de Educación (LGE), de 1970, estuvo vigente de forma parcial hasta 1990. Abarcaba todo el sistema educativo, desde la formación infantil hasta la universidad y que venía a sustituir a la ley Moyano, con más de un siglo de existencia. Estableció la enseñanza obligatoria hasta los 14 años con la EGB, la Educación General Básica, estructurada en dos etapas. Tras esta primera fase de ocho cursos, el alumno accedía al BUP, Bachillerato Unificado Polivalente, o a la entonces creada FP, Formación Profesional. los alumnos debían escoger entre dos opciones, ciencias y letras, eligiendo tres de las cuatro asignaturas que se ofertaban en cada opción, que complementaban a las asignaturas obligatorias, comunes para ambas ramas. «Fue también la ley que logró la plena escolarización de los españoles y la que elevó desde 200.000 hasta un millón los estudiantes de la universidad».
Esta reforma requería, a su vez, la propia “reforma” del profesorado, por ello, la ley, en su introducción explica, con un enfoque “abierto, flexible y descentralizado”, diferente al pensamiento franquista dominante, el intento de la ley por huir de todo “uniformismo”, manifestándose así:

La experiencia ha demostrado cuán poco eficaces son las reformas de los Centros docentes intentadas mediante una disposición general y rígida, prescribiendo planes o métodos no ensayados todavía y dirigidos a un personal docente que no esté identificado con el pensamiento del legislador, o que carece de información y medios para secundarle. La tarea de los Institutos de Ciencias de la Educación, en este sentido, será de suma importancia. Se pretende también mejorar el rendimiento y calidad del sistema educativo. En este orden, se considera fundamental la formación y perfeccionamiento continuado del profesorado, así como la dignificación social y económica de la profesión docente. Para el logro del primero de estos objetivos desempeñarán una función de la mayor importancia los Institutos de Ciencias de la Educación, que, establecidos en todas y cada una de las Universidades españolas, han de prestar servicios de inapreciable valor a todo el sistema educativo, cumpliendo así la misión rectora de la Universidad en el plano educacional.
LGE, texto introductorio

Para el logro de los objetivos, se requiere la creación de los ICE:

Se pretende también mejorar el rendimiento y calidad del sistema educativo. En este orden, se considera fundamental la formación y perfeccionamiento continuado del profesorado, así como la dignificación social y económica de la profesión docente. Para el logro del primero de estos objetivos desempeñarán una función de la mayor importancia los Institutos de Ciencias de la Educación, que, establecidos en todas y cada una de las Universidades españolas, han de prestar servicios de inapreciable valor a todo el sistema educativo, cumpliendo así la misión rectora de la Universidad en el plano educacional.
LGE, texto introductorio

### Antecedentes
La creación en España del Instituto de Ciencias de la Educación siguió la tradición anglosajona del UCL Institute of Education de la Universidad de Londres. El profesor José Luis González-Simancas fue el promotor de las actividades de formación de profesores de secundaria y de los estudios de investigación pedagógica llevadas a cabo en la Universidad de Navarra, desde 1965. Esta actividad de formación estaba inspirada en su experiencia e investigación en el Instituto de Educación de Londres, sobre el asesoramiento académico de alumnos universitarios en Institutos de Educación de universidades británicas y sobre el asesoramiento de escolares de último curso en colegios de aquel país.. Esta iniciativa sirvió de referencia para que la Ley General de Educación, en 1970, creara los Institutos de Ciencias de la Educación en las universidades españolas.

## Competencias según Ley General de Educación
Entre las principales propiedades y competencias que la Ley General de Educación (LGE) atribuye a los ICE, están:
- Competencia universitaria. «Los Institutos de Ciencias de la Educación estarán integrados directamente en cada Universidad».
- Formación del profesorado y de directivos. Se encargarán «de la formación docente de los universitarios que se incorporen a la enseñanza en todos los niveles, del perfeccionamiento del profesorado en ejercicio y de aquellos que ocupen cargos directivos». Se organizará de forma sistemática el perfeccionamiento del personal docente (Formación permanente del profesorado) en ejercicio con las diferentes modalidades que impongan las características de cada nivel educativo, habilitándose para ello bolsas de estudio.
- Aptitud Pedagógica. Los profesores de Bachillerato, de las escuelas universitarias y de Formación Profesional obtendrán la Aptitud Pedagógica después de la titulación científica respectiva, mediante cursos intensivos dados en los Institutos de Ciencias de la Educación (Certificado de Aptitud Pedagógica: CAP). Estarán exceptuados de este requisito aquellos que hubiesen seguido la especialidad de Pedagogía en sus estudios universitarios. Los profesores de educación universitaria la adquirirán en los referidos Institutos durante el período de doctorado o de su actuación como profesores ayudantes.[9]
- Orientación y responsabilidad sobre los centros de enseñanza. La Universidad, a través de los Institutos de Ciencias de la Educación y de los Centros experimentales adjuntos, asumirá una función de orientación y de especial responsabilidad en la formación y el perfeccionamiento del personal docente y directivo de los Centros de enseñanza.
- Investigación y asesoramiento técnico. Se encargarán de «realizar y promover investigaciones educativas y prestar servicios de asesoramiento técnico a la propia Universidad a que pertenezcan y a otros Centros del sistema educativo».
- CENIDE (INCIE). «Las actividades de los Institutos de Ciencias de la Educación en materia de investigación educativa serán coordinadas a través del Centro Nacional de Investigaciones para el Desarrollo de la Educación, el cual atenderá también al perfeccionamiento del profesorado en ejercicio en los propios Institutos».
- Conexión con la inspección de enseñanza. Se creó el Servicio de Inspección Técnica de Educación, cuyos funcionarios, además de sus funciones de inspección, deberían colaborar con los Servicios de Planeamiento e investigaciones de las zonas; asesorar a los Profesores de Centros estatales y no estatales sobre los métodos de enseñanza y su conexión con el ICE:
  1. Evaluar el rendimiento educativo de los Centros docentes y Profesores de su zona respectiva o de la especialidad a su cargo en colaboración con los Institutos de Ciencias de la Educación.
  2. Colaborar con los Institutos de Ciencias de la Educación en la organización de cursos y actividades para el perfeccionamiento y actividad del personal docente.
  3. Participar obligatoriamente en los cursos especiales de perfeccionamiento profesional de los Institutos de Ciencias de la Educación cada tres años como mínimo.

## Evaluación y valoración crítica: desde los ICE a los CEP
A partir de 1970 se fueron creando los ICE de las respectivas universidades españolas de acuerdo con Ley General de Educación (LGE), destacando, entre sus actividades: 
1. Los cursos del CAP (Certificado de Aptitud Pedagógica), con escasa plantilla de profesores.[10]
2. El entrenamiento en planificación y programación docente, la enseñanza por objetivos y el sistema de fichas, en consonancia con las pautas del enfoque conductista que tenía la Reforma.[11][12]
3. El entrenamiento en habilidades docentes a través de circuito cerrado de televisión (CCTV).[13][14][15]
4. Los numerosos cursos y seminarios sobre didácticas y metodologías de las diversas materias.[12][16][17]
5. El uso de las nuevas tecnologías y aprendizaje de idiomas.[18][19]

Los ICE, al ser instrumentos de la Reforma Educativa (LGE) de 1970, han sido objeto de críticas positivas y negativas, como lo ha sido la propia Reforma o el sistema político en que se crearon. Lo han sido en cuanto a su origen, su identidad, su eficacia o sus respuestas a las demandas ideológicas y socioculturales del momento histórico, tal como se aprecia en adelante, en los sucesivos pareceres, que, de alguna forma, traslucen, a través del debate del ICE, toda la problemática de la formación del profesorado en España, incluso, de la educación.

### Innovación
Desde una perspectiva histórica, la acción de los ICE supuso una auténtica impronta en el panorama educativo, a pesar de las dificultades que se suponen a una nueva institución. Así, Francisco González García, rector de la Universidad de Sevilla y presidente de la Conferencia de Rectores, en 1979, resaltaba que la idea y el espíritu innovador de cambio y de reforma seguían plenamente vigentes en los ICE:

Los ICE han alcanzado cotas muy altas de eficacia, en particular, en lo que concierne al perfeccionamiento del profesorado, con millares de cursos y seminarios sobre problemas educativos de actualidad, sobre didácticas y metodologías de las diversas ciencias, sobre actualización de contenido, sobre dirección y orientación de centros, sobre técnicas y tecnología educativa, seguidos por decenas de miles de profesores de todas procedencias, impartidos por expertos y especialistas de otros países en programas concertados con la Unesco, profesores universitarios y de bachillerato, inspectores técnicos o profesores de EGB.
Francisco González García

### Crítica al carácter universitario
También aparecieron opiniones críticas que hicieron un balance con un saldo no tan positivo, que Leoncio Vega Gil, profesor de la Universidad de Salamanca, achaca a «encomendar el perfeccionamiento del profesorado a los Institutos de Ciencias de la Educación, ubicados en las Universidades». Para Leoncio Vega Gil, el ICE, junto con la propuesta de establecer “carreras cortas”, fueron las dos innovaciones más valoradas, dentro de lo que la Ley General de Educación proponía en el ámbito universitario, pero, según él, las dos prácticamente fracasaron: «Por un lado, la posibilidad de promover 'profesiones cortas' a través del primer ciclo universitario, que no llegaría a regularse por la resistencia de las Universidades. La otra, encomendar el perfeccionamiento del profesorado a los Institutos de Ciencias de la Educación, ubicados en las Universidades, no pareciendo que, salvo excepciones, haya arrojado un saldo positivo».
Esta razón de competencia universitaria y no gestionada por el propio profesorado no universitario será uno de los motivos que provoque el debate y la modificación de los ICE. Los otros son: en el orden político, haber sido creados en el periodo franquista; y en orden ideológico, tener un planteamiento excesivamente tecnológico y menos, reflexivo. Todo ello generó, como a continuación se expone, una serie de hechos que fueron laminando las funciones o existencia de los ICE:

### Instituto universitario vs. Centro de profesores

#### A favor de los CEP (Centro de Profesores)
Ya, desde 1978, aparece un planteamiento crítico al ICE por parte de Pilar Pérez Más, Subdirectora General de Perfeccionamiento del Profesorado, en disconformidad con su carácter universitario. En su declaración, valoraba a los ICE como «focos importantes de Perfeccionamiento» a través de la impartición de multitud de cursos presenciales en los que «un profesor imparte… ‘enseñanza’ y un alumno… escucha»”. Aquí alude a la metodología de enseñanza “frontal” o tipo “conferencia, tan típica y tradicional de la enseñanza universitaria. Esto le da pie a remarcar la imperiosa necesidad de «romper esa dinámica», «promoviendo –sin dejar totalmente de lado las aportaciones puntuales de los expertos– otro tipo de actividades basadas en las necesidades exteriorizadas por los profesores de cada centro, apuntando, con ello, a otro tipo de organismo no propiamente universitario y más cercano al profesorado y a los centros escolares».

#### Una primera señal en contra de los ICE: la supresión del INCIE
El 15 de octubre de 1980 fue suprimido el INCIE (antiguo CENIDE), encargado de la coordinación e investigación de los ICE, que tenía una función estratégica en la educación, con las explicaciones oficiales de que la supresión se debía a la reducción del gasto público, cosa que no convenció a sus dirigentes, pues se mostraban escépticos así: «...Y que se cierre precisamente cuando se habla de la necesidad de obtener una enseñanza de calidad, misión que este organismo podía desarrollar mejor que ningún otro».

#### A favor de los CEP y de los ICE
El catedrático de psicología, entonces de la Universidad Autónoma de Madrid, Juan Delval, encargado de elaborar alternativas a la formación del profesorado (1982), dentro del Gabinete del Ministro de Educación, José María Maravall, chocaba con la apreciación de Pilar Pérez. Por lo que recuerda que, a los poderosos sindicatos, no les gustaba que la formación del profesorado estuviera fuera de su control y, asociada a ellos, Pilar Pérez Más pretendía que los CEP (Centro de Profesores)«estuvieran gestionados por profesorado no universitario y que se suprimiesen los ICE, lo que en buena medida consiguió».

#### Verticalismo y cursillismo[nota 1]
También, Miguel A. Pereyra, antiguo directivo del ICE de la Universidad de La Laguna y redactor del Borrador del Proyecto de Centro de Profesores (CEP), se mostró, desde el Ministerio de Educación, a favor de sustituir el ICE por los llamados “Centros de Profesores” (Teachers’ Centres), que había conocido en su versión británica, norteamericana y de otros países. Por esta razón señala que el ICE, de modo coherente con la filosofía de la LGE, impuso un modelo vertical de perfeccionamiento, estimulando, a su juicio, «un desmedido cursillismo, en los primeros años, concentrado en la aclimatación del diseño tecnológico de enseñanza».

#### Perspectiva ideológica
En un tono similar, remarcando el enfoque ideológico, se expresa Sara Morgensternn (1994), otra experta, colaboradora de Pereyra, partidaria de la eliminación del ICE: «Los ICE fueron los principales loci intelectuales para la difusión de una "racionalidad instrumental", una ideología reforzada en una situación de dictadura, donde los objetivos educativos se hallaban marginados de toda discusión, y el control burocrático sustituía al verdadero debate político. Queda por dilucidar hasta qué punto se trasladó luego esta ideología a la práctica en vivo».

### La propuesta de los CEP
Así mismo, la introducción del citado Borrador del proyecto de CEP, tomando como referencia explícita los Teachers’ Centres, pone de relieve el perfeccionamiento del profesorado alrededor de un nuevo modelo: «que sustituya al actualmente vigente de los ICE, y que favorezca la participación activa de los enseñantes y de la comunidad en su mejoramiento recíproco».
Para realzar el potencial de los CEP, el Borrador devalúa a los ICE, según Alberto Luis Gómez y Jesús Romero Morante , quienes señalan que el citado Proyecto de Centro de Profesores (CEP) presenta a los CEP como una institución de acreditado éxito en el extranjero y cuya implantación se justificaría a partir de demandas de los Movimientos de Renovación Pedagógica (MRP), pues los ICE son «estructuras que difícilmente podrán acoger la participación del profesorado no-universitario” (p. 49 del Proyecto) en el contexto de una nueva política de perfeccionamiento, orientada por una idea básica: «convertir al profesor en agente de su propio desarrollo y perfeccionamiento» (p. 44). 

#### Los hechos
Los nuevos planteamientos se hicieron efectivos. El 14 de noviembre de 1984, se reguló la creación y el funcionamiento de los Centros de Profesores (CEP), debilitando claramente las funciones de los ICE.
Este debilitamiento fue aún más agudo al promulgarse la LOGSE (Ley Orgánica de Ordenación General del Sistema Educativo) (BOE de 4 de octubre de 1990), que promovía que, «periódicamente, el profesorado deberá realizar actividades de actualización científica, didáctica y profesional en los centros docentes, en instituciones formativas específicas, en las universidades», sin mencionar ya a los ICE.
Otra novedad fue la creación de las Facultades de Educación en diversas universidades, pues hasta entonces era Secciones dentro de Filosofía y Letras. Así, adquieren mayor protagonismo, integrándose, en muchos casos, la Sección de Ciencias de la Educación, las Escuelas Universitarias de Formación del Profesorado (antiguas Escuelas Normales o de Magisterios) y los ICE, por ejemplo, es lo que ocurre en la Universidad Complutense.

### Dos visiones de los ICE en el proceso de renovación pedagógica
Son dos versiones que ofrece el libro “Las reformas educativas a debate” de Julia Varela. Una es muy negativa y excesivamente genérica, defendida por los expertos en educación, J. Gimeno y Jurjo Torres, mostrando la peor imagen de los ICE con respecto a la de los CEP, en conjunción con las reticencias de los Movimientos de Renovación Pedagógica (MRP) ante estas nuevas instituciones. La otra, más matizada, es expuesta por Juan Delval, quien defendía la coexistencia de los CEP con los ICE, ya que estas últimas instituciones «tenían la ventaja de que reunían a profesionales de todos los niveles educativos, y algunos de ellos funcionaban bastante bien, aunque otros funcionaran muy mal»”.
En una línea favorable a los ICE y crítica con los CEP, se encuentra, J. García Álvarez, quien manifiesta claramente su postura con el título de su publicación, en 1986: ¿Son necesarios los centros de profesores? Nueve años después de la regulación de los CEP, y tras un cierto recorrido en su funcionamiento, J. García Álvarez publicaba el libro La formación permanente del profesorado: más allá de la reforma, dividiéndola en tres grandes épocas: la anterior a la implantación de los ICE (1957-1969), la que va desde su creación hasta la aparición de los CEP (1969-1984) y la que corresponde a la primera época del funcionamiento de los CEP. En relación con los CEP, señala que estos quisieron dar respuesta a dos tipos de necesidades de los profesores: las necesidades sentidas o deseadas por ellos mismos y las necesidades objetivas (analizadas exteriormente), pero no las han conseguido, pues se han configurado con el mismo carácter “administrativo” que se le achacaba a los ICE. Dice que los CEP no habían logrado, del todo, convertirse en «instituciones en las que el profesor controlara su propia formación continua», puesto que la administración educativa seguía teniendo mucho poder en la toma de decisiones, así como la escasísima conexión de estos centros con la universidad.
El debate sobre los ICE ha cesado, y de existir, pertenece al ámbito interno universitario, mientras siempre será un debate permanente la formación del profesorado, puesto que es pieza esencial en el avance educativo, sobre todo, porque va implícita a los continuos cambios del sistema educativo español, objeto de crítica social: "35 años y siete leyes escolares"

## Situación actual de los ICE
Al cambiar, por lo tanto, las leyes educativas, reducirse o desaparecer la financiación, así como aparecer nuevas instituciones en la formación del profesorado (CEP), la consecuencia ha sido que los ICE han ido tomando un rumbo peculiar según las diferentes universidades, extinguiéndose en algunas de ellas y, en la mayoría, se han convertido en un servicio de formación y apoyo al profesorado universitario y, en menor medida, al alumnado o al Personal de Administración y Servicios (PAS). Esta alteración, sin embargo, produjo una especial reacción en el parlamento de Cataluña:

La Ley del Parlamento de Cataluña 26/1984, de 19 de diciembre, hacía constar que en las universidades catalanas hacía falta mantener centros especialmente dedicados al perfeccionamiento del profesorado de todos los niveles del sistema educativo, a la investigación, la innovación y la renovación pedagógicas. El Estatuto de la Universidad de Barcelona establece que la formación de su profesorado universitario para el ejercicio académico se desarrolla mediante este Instituto de Ciencias de la Educación. Su espacio de actuación abarca los diferentes ámbitos formales y no formales de la educación y la formación.
Presentación L’Institut de Ciències de l'Educació (ICE) de la Universitat de Barcelona

Mientras tanto, los ICE de la mayoría de las universidades españolas se han mantenido, aunque dedicándose, especialmente, a la formación y apoyo del personal universitario, tal como se puede consultar en el siguiente listado. Esto no quita para que, en este proceso evolutivo y adaptativo, cada ICE haya reconfigurado un perfil propio. A título de ilustración, se muestra lo más distintivo del ICE de algunas universidades:
- Universidad de Alicante: la Enseñanza Universitaria a través de programas como “Redes”.[36]
- Universidad de Alcalá de Madrid: el desarrollo y formación de la modalidad de enseñanza superior no presencial, por medio de las tecnologías de la información - enseñanzas virtuales.[37]
- Universidad Autónoma de Madrid: la investigación, asesoramiento técnico y desarrollo de programas de formación continua, siendo un centro de colaboración.[38]
- Universidad Pontificia de Salamanca: la formación inicial y especializada del profesorado en todos los niveles y contextos educativos.[39]
- Universidad de Santiago de Compostela: la investigación e informes sobre la situación educativa de los diferentes niveles y servicios del sistema educativo en Galicia.[40]
- Universidad Politécnica de Valencia: la divulgación y empleo de nuevos recursos y tecnologías educativas, así como apoyo psicopedagógico al estudiantado.[41]
- Universidad de Zaragoza: el impulso a la innovación pedagógica, la investigación educativa y la mejora de la docencia universitaria.[42]
- Universidad Politécnica de Cataluña: la docencia de las materias STEAM (Ciencia, Tecnología, Arte y Arquitectura, Matemáticas), la investigación educativa, la innovación tecnológica aplicada a la docencia y al aprendizaje.[43]